# Огненная стена
«Файрвол» (англ. Firewall) — кинофильм Ричарда Лонкрейна, ремейк его же фильма 1987 года — «Беллмен и Тру».

## Сюжет
Джек Стэнфилд — начальник службы безопасности банка Landrock Pacific в центре Сиэтла. Его посещает коллекторское агентство, утверждающее, что он должен 95 000 долларов интернет-казино. Полагая, что инцидент произошёл из-за кражи личных данных, Джек поручает своему коллеге Гарри Митчеллу разобраться с иском. Гарри знакомит Джека с Биллом Коксом, потенциальном партнёром банка. В это время подручные Билла Лиам, Уилли, Пим и Вэл вламываются в дом Джека и берут его семью (жену Бет и детей Сару и Энди) в заложники. Кокс также берёт в заложники Джека, после чего заставляет того ехать домой.
На следующее утро Билл сообщает Джеку свои требования — перевести по 10 000 долларов от 10 000 крупнейших вкладчиков банка — суммарно 100 миллионов долларов — на банковские счета Кокса. Кокс оснащает Джека камерой и микрофоном, чтобы убедиться, что тот не сможет обратиться за помощью.
Джек отправляется на работу, где его  навещает Кокс (под именем Билла Редмонда). Билл просит Джека провести для него экскурсию по системе безопасности банка. На обратном пути  Джек безуспешно пытается дать взятку приставленному следить за Джеком Уилли, чтобы тот предал своего босса, но тот, узнав об этом, казнит Уилли на глазах семьи Джека. Попытка побега заканчивается провалом. В качестве «урока» Кокс провоцирует у Энди анафилактический шок с помощью печенья с орехами (на которые у того аллергия). Чтобы спасти сына, Джеку приходится согласиться на требования бандитов.
На следующий день Кокс заставляет Джека уволить свою секретаршу Джанет, опасаясь, что она начинает что-то подозревать. Джек инициирует банковский перевод, чтобы отправить деньги на Офшорные счета Кокса. Перед уходом Джек использует камеру телефона сотрудника, чтобы сфотографировать информацию об учётной записи на экране. Затем Кокс начинает заметать следы. Он заставляет Джека удалить данные безопасности и записи системы видеонаблюдения и использовать вирус, чтобы вывести систему здания из строя. Вернувшись домой, Джек находит там лишь Лиама. Тот приказывает Джеку ехать за Биллом (который вместе с семьёй и собакой Джека уезжает из города), Но Джек , понимая, что после перевода денег бандиты расправятся со всей семьёй, убивает Лиама, разбив тому голову блендером.
Стэнфилд звонит Гарри, но тот не отвечает. Джек идёт в дом Гарри для разговора, но становится свидетелем того, как Билл убивает Гарри из пистолета, украденного у Джека. Бет под дулом пистолета заставляют оставить сообщение, предполагающее измену, на автоответчике Гарри. Джек понимает, что Кокс хочет подставить его, а долг в 95000 тысяч выставить как мотив для ограбления
 Джек приходит домой к Джанет и уговаривает её помочь(в обмен на восстановление в должности)  вернуть телефон с компроматом на Билла. Джек взламывает счета Кокса на Каймановых островах и переводит деньги обратно. Он звонит Коксу по телефону Лиама, и тот соглашается  освободить его семью в обмен на возврат денег. Во время разговора Джек слышит семейную собаку на заднем плане и понимает, что может найти свою семью с помощью GPS-трекера в ошейнике собаки. Сигнал приводит к заброшенному дому. Джек говорит Джанет вызвать полицию и подъезжает к дому.
Ссора между Биллом и Вэлом приводит к смерти последнего. Сара выбегает из дома. Пим гонится за ней, но Джек таранит его машиной Джанет, и бандит погибает от последовавшего взрыва. Билл отводит Бет и Энди на верхний этаж, но Джеку удаётся перехватить их и после жёстокой схватки, убить Кокса, ударив того киркой в спину. Джек воссоединяется с семьёй, после чего они уходят, дождавшись приезда полиции.

## В ролях
| Актёр                  | Роль          |
| ---------------------- | ------------- |
| Харрисон Форд          | Джек Стэнфилд |
| Вирджиния Мэдсен       | Бэт Стэнфилд  |
| Карли Шредер           | Сара Стэнфилд |
| Роберт Патрик          | Гари Митчелл  |
| Пол Беттани            | Билл Кокс     |
| Николай Костер-Вальдау | Лиам          |
| Джимми Беннетт         | Энди          |